# Ghid de supraviețuire printre Zombi
Ghidul de supraviețuire printre Zombi (în engleză The Zombie Survival Guide) este o carte scrisă de scriitorul american Max Brooks și publicată în 2003. Manualul este un ghid de supraviețuire în cazul unei epidemii a virusului zombi. Caracteristica principală a cărții constă în faptul că autorul descrie zombii ca fiind un fenomen natural, într-adevăr existent, cu care oamenii s-au confruntat din cele mai vechi timpuri. Cartea combină și descrie toate informațiile cunoscute despre morți vii, și discută despre diferitele scenarii ale evoluției unei posibile crize zombi, precum și principalele cauze pentru apariția acesteia. În funcție de diferitele scenarii sunt date sfaturi despre supraviețuire, cum să lupți și cum să te aperi cel mai eficient.  

## 15 Sfaturi
- Găsește ce e mai important: apă, alimente, bandaje, lanternă, surse de energie fără fir (baterii), chibrituri și alte lucruri necesare
- Stai departe de zone sau spații închise, poți nimeri într-o fundătură
- Fără teamă, lovește sau trage în cap pentru a opri funcționarea creierului, nu regreta crima, oarecum erau morți
- Arma albă nu necesită reîncărcare, dar merită să vizitezi cel mai apropiat magazin de arme, post de pază sau o bază militară
- Va trebui să găsești un serviciu de comunicații sau radio, de urgență, posibil că cineva trimite un semnal despre locuri sigure. Lasă în urmă o dovadă despre locația ta, aceasta poate fi observată și posibil nu vei continua drumul singur
- Protecția perfectă, haine mulate pe corp, părul scurt.
- Evită contactul cu sânge mort în gură și piele, ferește-te de zgârieturi si mușcături, e mortal
- Departe de oraș, departe de probleme.
- Uită-te după o mașină de încredere, de preferat ar fi una blindată.
- Stocurile de benzină într-o cantitate foarte mare! Să nu te reții mult pe un loc, stai în liniște, fii în alertă!
- Dacă este posibil, evită focul și lumina (focuri de tabără, farurile, luminile din casă).
- Nu există locuri absolut sigure, doar mai puțin sigure
- Petrece noaptea în aer liber: o pajiște, poiană sau alt loc deschis
- Este recomandabil să rămâi deasupra solului: pe deal, copac, etc. În acest caz, zona de observație este crescută.
- Chiar dacă zombii dispar, pericolul rămâne.

## Vezi și
- Apocalipsă zombi